# 도코로텐
도코로텐(일본어: 心太, ところてん)은 오늘날 한천을 만드는 데에 사용되는 여러 해초로 만든 일본 요리이다. 일본에서는 1,000년 넘는 전통을 가진 음식이다. 중국에서 일본으로 전래된 것은 나라 시대로 생각된다. 전통적으로는 우뭇가사리를 끓이고 나서 굳혀 젤리로 만드는 방식으로 만든다.
도코로텐은 에도 시대의 에도(현재의 도쿄)에서 여름이 되면 인기 있는 간식으로 자리 잡았다. 원래는 만들자마자 바로 먹도록 만들어졌으며 공장 주변에서 흔히 팔렸다. 17세기에는 도코로텐을 얼리면 건조 상태의 한천을 만들 수 있다는 사실이 발견되었다. 도코로텐은 우뭇가사리과나 꼬시래기속에 속하는 해초를 재료로 한 한천으로 만들 수 있으나, 오늘날의 한천은 대부분 꼬시래기속 해초를 재료로 만든다.
기계로 누르면 한천을 면 모양으로 만들 수 있다. 일반적인 젤리보다 도코로텐은 더 단단한 질감을 가지고 있다.
도코로텐은 뜨겁게 녹여서 먹거나 차가운 젤리 상태로 먹을 수도 있다. 그 맛과 토핑은 지역마다 다르다. 오늘날에는 식초와 간장을 곁들여 먹는 것이 가장 흔하며, 간혹 김, 매운 고추, 참깨 등을 넣기도 한다. 긴키 지방에서는 도코로텐을 쿠로미츠와 함께 먹는다.

## 참고 문헌
- 위키미디어 공용에 도코로텐 관련 미디어 분류가 있습니다.

- Armisen, Rafael; Galatas, Fernando (1987). 〈PRODUCTION, PROPERTIES AND USES OF AGAR〉.   McHugh, Dennis J. 《Production and utilization of products from commercial seaweeds》. Food and Agriculture Organization. ISBN 9251026122. 2017년 3월 24일에 원본 문서에서 보존된 문서. 2022년 11월 12일에 확인함.
- Ito, Keiji; Hori, Kanji (1989). “Seaweed: Chemical composition and potential food uses”. 《Food Reviews International》 5 (1). doi:10.1080/87559128909540845.
- Mouritsen, Ole G. (2013). 《Seaweeds: edible, available, and sustainable》. The University of Chicago Press. ISBN 9780226044361.
- Shimamura, Natsu (2010년 8월 4일). “Agar”. 《The Tokyo Foundation》. 2016년 12월 19일에 확인함.
- Stephen, Allistair M. (1995). 《Food Polysaccharides and Their Applications》. Taylor & Francis Group.